# 名鉄3700系電車 (初代)
名鉄3700系電車（めいてつ3700けいでんしゃ）は、名古屋鉄道（名鉄）が太平洋戦争終戦直後の混乱期に相当する1946年（昭和21年）から翌1947年（昭和22年）にかけて、当時の運輸省より国鉄63系電車の割当を受け、導入した電車である。
車体長20 m級4扉仕様の大型車体を備える3700系電車は、名鉄が従来保有した各形式と比較して約40 %収容力が増大し、名古屋鉄道発行の社史『名古屋鉄道社史』において「終戦直後の混乱期において輸送難緩和に非常に役立った」と評された。しかしその一方で、大型車体が原因となって運用区間が限定され、運用上の制約が大きかったことから、1948年（昭和23年）から翌1949年（昭和24年）にかけて全車が他事業者へ譲渡され、導入から約3年で形式消滅した。
以下、本項においては3700系電車を「本系列」と記述する。

## 導入経緯
名鉄においては、太平洋戦争中の空襲などによって被災した戦災車両は全在籍車両の約25 %に相当する119両にのぼった。また戦中の酷使などに起因する整備不良車も相当数存在し、車両故障発生による列車の運休が頻発、場合によっては半日以上にわたって運休が続くという状態であった。その一方で終戦後の復員輸送需要や都市部の食糧不足により郊外へ物資の買出しに向かう利用客によって利用客数は爆発的に増加し、各列車とも車内に乗り切れなかった客が車両の屋根部や連結面、果ては連結器上部へに座り込むなど、殺人的と評されるほどの激しい混雑状況を呈した。さらには終戦後のモラル低下から側窓や客用扉を蹴破って無理矢理乗車する客も多数存在し、資材不足からそれらの修復もままならないなど、車両事情は極めて深刻な状況に陥っていた。加えて、終戦直後の混乱期という時節柄、車両の新製に関しては厳しい制限が課されており、鉄道事業者独自の車両製造発注による輸送力改善は事実上不可能であった。
そのような状況は名鉄のみならず、日本全国の大手・中小私鉄を問わず全ての鉄道事業者に共通するものであった。この緊急事態への対策として、運輸省内に設置された鉄道軌道統制会の主導により、国鉄（当時の運輸通信省鉄道総局）が戦中に戦時設計によって設計・製造した63系電車を大都市圏の大手私鉄向けにも増備し、導入することが計画された。また、割当の対象となった鉄道事業者に対しては、導入条件として各事業者が従来保有した車両のうち一定数を中小私鉄へ譲渡することを義務付けており、大手私鉄の救済のみならず中小私鉄の輸送事情の改善も目的とした政策であった。
上記経緯により、1945年（昭和20年）度下半期および1946年（昭和21年）度予算によって運輸省が発注・製造した63系電車合計490両のうち、モハ63形116両が落成後に割当対象の各事業者へ供給された。このうち名鉄へ割り当てられた20両が、制御電動車モ3700形（初代）3701 - 3710および制御車ク2700形（初代）2701 - 2710として導入された。
なお、本系列導入の代替措置として、名鉄からはモ100形（初代）・モ450形など従来車各形式合計12両が中小私鉄への供出対象となり、蒲原鉄道・熊本電気鉄道など各事業者へ譲渡された。

## 仕様
モ3700形・ク2700形とも国鉄63系電車の原設計に忠実に製造されており、その外観・仕様は国鉄向けに新製された車両と同一である。車体長19,500 mm・車体幅2,800 mmの車体寸法はいずれも当時の名鉄に在籍する各形式中最大であり、特に車体幅は地方私鉄法に基く規定にて定められた最大幅2,744 mmを超過していたことから、導入に際して特別認可を得ている。
主要機器もまた63系電車の原設計に沿ったものを採用、MT30主電動機（端子電圧675 V時定格出力128 kW、同定格回転数770 rpm）・CS5電空カム軸式自動加速制御装置・TR25A台車・AMA-RE電磁自動空気ブレーキ・PS13菱形パンタグラフなど国鉄制式機器で占められている。
ただし、63系電車においては運転台側および連結面側の両側妻面とも連結器を密着連結器としていたのに対して、本系列では運転台側妻面のみ並形自動連結器を採用し、また63系電車の特徴の一つである妻面幕板部の大型通風口は埋込撤去された。
車体塗装は国鉄車並みの茶色1色塗装とされ、当時名鉄に在籍する車両の標準塗装がダークグリーン1色塗装とされていた中にあっては特異な存在であった。

## 運用
1946年（昭和21年）7月に日本車輌製造本店において落成したク2700形2701 - 2703が先行して入線し、1946年（昭和21年）3月から同年6月にかけて川崎車輌および汽車製造東京支店において落成したものの、電装施工が遅れて同年10月から11月にかけて施工されたモ3700形3701 - 3703の導入を受け、同年12月27日より運用を開始した。残るモ3704 - モ3710およびク2704 - ク2710についても近畿車輛および日本車輌製造本店において順次製造・導入され、翌1947年（昭和22年）4月までに全車両が就役した。
運行区間は架線電圧が直流1,500 V仕様で、なおかつ名鉄の各路線中最も高規格な路線であった豊橋線（「東部線」の幹線路線、現・名古屋本線の一部）の豊橋 - 神宮前間に限定され、架線電圧600 V仕様の名岐線（「西部線」の幹線路線、現・名古屋本線の一部）には架線電圧の相違のほか車両限界が狭小な区間が存在するなどの理由によって入線しなかった。また導入に際しては曲線区間や駅プラットホームの改良工事が東部線の各所で施工された。
20 m級4扉ロングシート仕様の大型車体によって従来車各形式と比較して約40 %の収容力増大を実現した本系列は、終戦直後の混乱期において輸送難緩和に大きな功績を残した。しかし一方では前述の通り車体寸法に起因する運行線区の制約が生じ、特に西部線東枇杷島駅付近の庄内川にかかる枇杷島橋梁の車両限界が狭小で本系列の通過が不可能であったことから、本系列は1948年（昭和23年）5月に西部線主要路線区の架線電圧1,500 V昇圧工事が完成し東西直通運転が開始されたのちも運用区間が豊橋 - 栄生間に限定された。
同時期には本系列に次いで導入された運輸省規格型車両である3800系の増備が進行していたが、運用上の制約の大きい本系列についても3800系で代替することとなり、1948年（昭和23年）10月にモ3704 - モ3706およびク2704 - ク2706の6両が小田急電鉄へ、翌1949年（昭和24年）4月には残る14両が東武鉄道へそれぞれ譲渡され、本系列は導入から約3年で形式消滅した。
譲渡先の2社はいずれも名鉄同様に63系電車の割当を受けて導入した事業者であり、小田急電鉄へ譲渡された車両は同社1800形に、東武鉄道へ譲渡された車両は同社7300系に、各社の63系電車を出自とする既存形式へそれぞれ編入されている。
譲渡後の各車両の運用については、小田急1800形電車および東武7300系電車を参照されたい。